# 2018 EC4
Az 2018 EC4 egy kisbolygó a Mars trójai csoportjában. A Mount Lemmon Survey program keretein belül fedezték fel 2018. március 10-én.